# Limor Goldstein

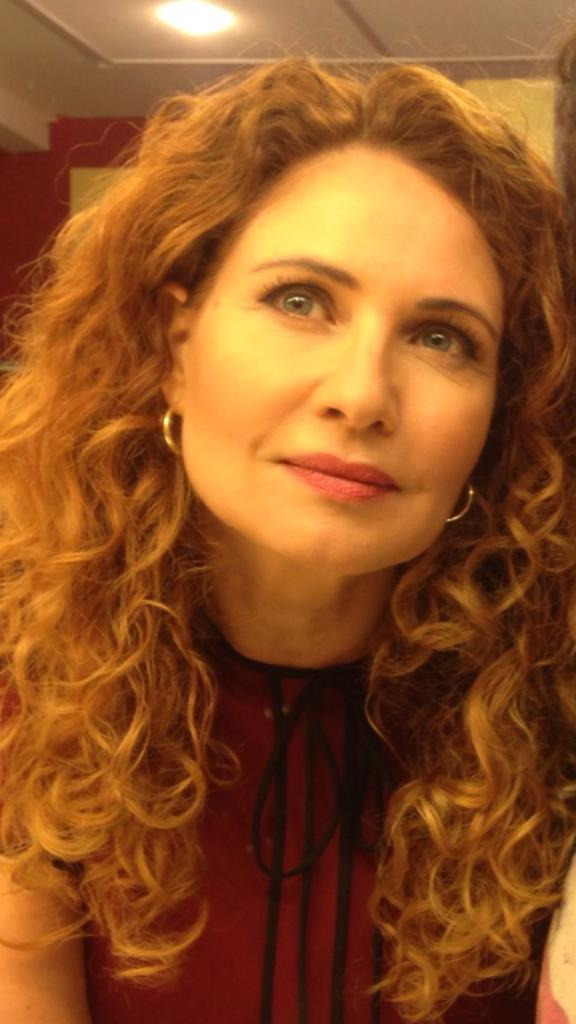
Limor Goldstein

Limor Goldstein (* 29. Dezember 1967 in Tel Aviv-Jaffa) ist eine israelische Theater- und Filmschauspielerin.

## Leben
Goldstein wurde als Tochter einer Rechtsanwältin geboren. Sie diente in der israelischen Armee als Korrespondentin beim Air Force Aviation Magazine. Nachdem sie den Militärdienst verlassen hatte, arbeitete sie für die Zeitung Ha’ir. Sie wurde 1990 Absolventin der Theaterabteilung der Universität Tel Aviv. Zunächst wurde sie überwiegend als Theater-Schauspielerin tätig, doch gab es immer wieder Rollen in Film und Fernsehen. 1995 spielte sie „Sara“ in der Sitcom Sara und Ephraim. 2001 wirkte sie im US-israelischen Thriller The Body als „Galic“ mit.
Ab 2004 spielte sie in der Jugendserie Rosh Gadol. 2010 spielte sie im Film "Intimate Grammar" nach einem Buch von David Grossman.

## Filmografie (Auswahl)
- 1995: Sara und Ephraim (Sipurey Efraim, Fernsehserie, 13 Folgen)
- 1997–1999: Isha Beafor (Miniserie, 4 Folgen)
- 1999: Esrim plus (Fernsehserie, 3 Folgen)
- 2001: The Body
- 2003: Tza’ad Katan
- 2004–2007: Rosh Gadol (Fernsehserie, 4 Folgen)
- 2007: Tehilim
- 2010: Intimate Grammar (Hadikduk HaPnimi)
- 2011: Melting Away
- 2013: Kidon
- 2017–2018: Shababnikim (Fernsehserie, 5 Folgen)
- 2018–2020: Stockholm (Fernsehserie, 4 Folgen)
- 2019: Marionette